# Movie Battles II
Movie Battles II – modyfikacja gry komputerowej Star Wars Jedi Knight: Jedi Academy. Jest to kontynuacja modyfikacji Movie Battles, osadzonej w realiach Gwiezdnych wojen.
Movie Battles II jest zaprojektowana pod kątem trybu gry wieloosobowej. Gracze mają do wyboru czternaście różnych klas. Dużą uwagę poświęcono zwiększeniu poziomu realizmu walk, stąd też broń musi być przeładowywana, ruch wpływa na celność strzałów, rozszerzono też możliwości walki mieczami świetlnymi. Gra podzielona jest na cztery tryby różniące się poziomem autentyczności odwzorowania realiów Gwiezdnych wojen.